# Südfriedhof (Weißenburg)

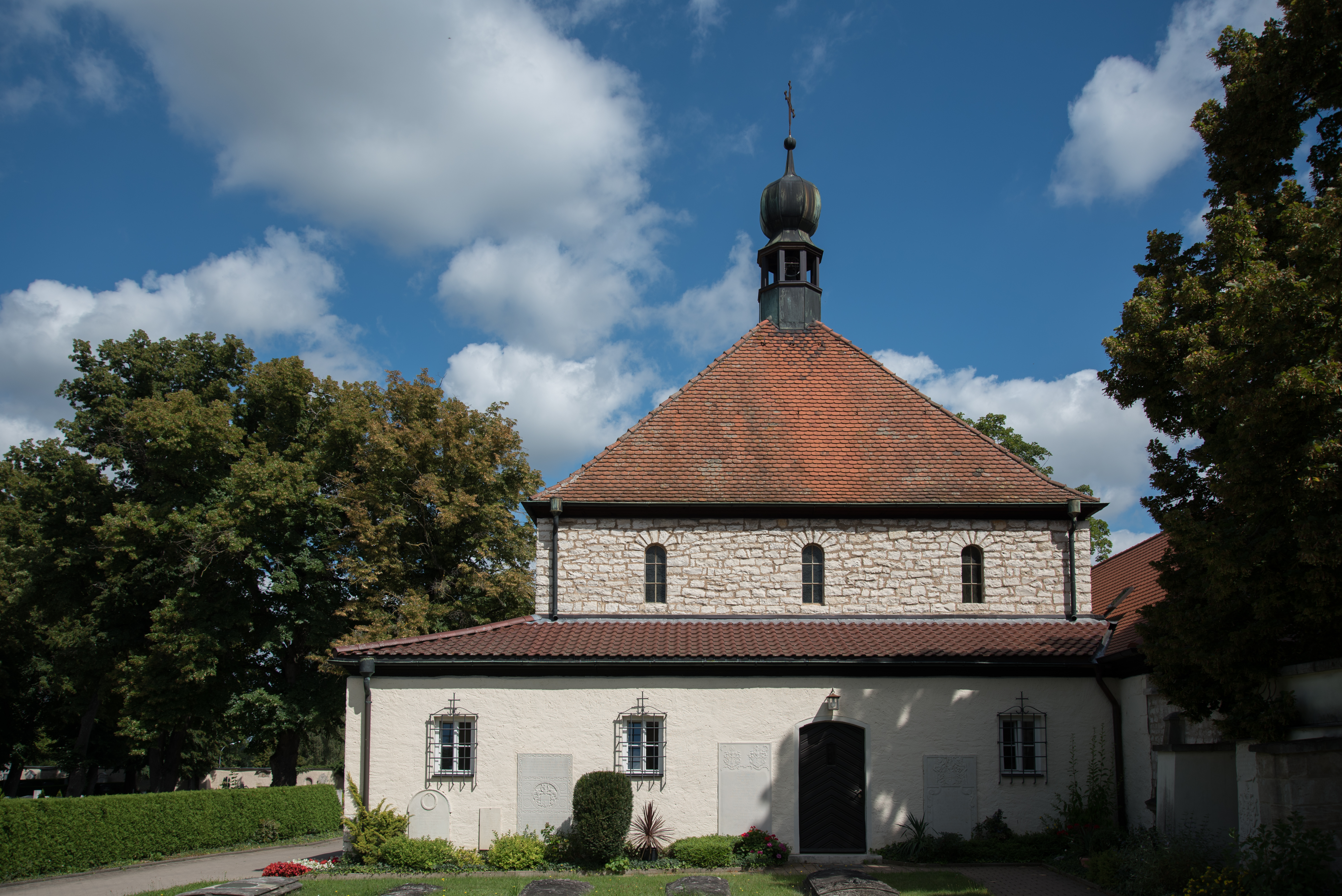
Aussegnungshalle des Südfriedhofs

Der Südfriedhof ist der älteste der heute bestehenden Friedhöfe von Weißenburg in Bayern, einer Großen Kreisstadt im mittelfränkischen Landkreis Weißenburg-Gunzenhausen. Er wird auch als Alter Friedhof bezeichnet, um ihn vom jüngeren Westfriedhof abzugrenzen. Ferner existieren in Weißenburg der Russische Friedhof und der Friedhof auf der Wülzburg. Der Südfriedhof ist der beliebtere Friedhof der Stadt.
Mehrere Grabsteine des späten 17. bis frühen 19. Jahrhunderts sowie Teile der Einfriedung, das Haupttor, die Friedhofskapelle und die Aussegnungshalle wurden unter der Denkmalnummer D-5-77-177-28 als Baudenkmal in die Bayerische Denkmalliste eingetragen.

## Lage
Der Südfriedhof befindet sich südwestlich der angrenzenden Altstadt Weißenburgs. Unweit befinden sich der Weißenburger Bahnhof, die katholische Willibaldskirche sowie die Polizeiinspektion Weißenburgs. Die postalische Adresse lautet Am Kirchhof 4. Der Friedhof erhebt sich zwischen 420 und 422 Metern über NHN und umfasst eine Fläche von etwa 2,6 Hektarn.

## Geschichte
Der Friedhof wurde 1588 nach der Auflassung des Kirchhofs der Stadtkirche St. Andreas angelegt. Die Friedhofskapelle stammt aus dem Jahr 1706, als sie nach dem Spanischen Erbfolgekrieg neuerrichtet werden musste. Sie wurde 1934 nach den Plänen des Stadtbaumeisters Friedrich Karl Kalkner erneuert, wobei die Kapelle zu einer Leichenhalle umgestaltet wurde und eine neue Friedhofskapelle und eine Aussegnungshalle an die alte Kapelle drangebaut wurde. Die Aussegnungshalle ist ein kubischer Bau mit Pyramidendach und Dachreiter.
Nach dem Zweiten Weltkrieg reichte der Platz nicht aus und es wurde mit dem Westfriedhof ein weiterer Friedhof in der Stadt angelegt und zur besseren Unterscheidung bekam der Südfriedhof seinen heutigen Namen.
Es sind zahlreiche Wappengrabsteine des 18. Jahrhunderts erhalten. Zwischen 2001 und 2006 wurden die alten Grabsteine restauriert und konserviert.
Auf dem Südfriedhof ruhen 22 Opfer des Zweiten Weltkrieges, die beim Bombenangriff auf Weißenburg am 23. Februar 1945 starben. Ferner befindet sich auf dem Südfriedhof ein Gedenkstein für die Toten aus der Stadt Kaaden an der Eger.
Von Karl Hemmeter stammt die Skulptur „Abschied“ (1942/43).

## Beigesetzte Persönlichkeiten
- Johann Carl Zierl (1679–1744), ansbachischer Hofmaler
- Rudolf Nebel (1894–1978), Raketenkonstrukteur
- Hermann Gutmann (1907–1987), Unternehmer
- Claus Wagner (1947–2016), Tischtennisfunktionär[6]